# Wiktorija Jurjewna Kljugina
Wiktorija Jurjewna Kljugina (russisch Виктория Юрьевна Клюгина, wiss. Transliteration Viktorija Jur'evna Kljugina; * 28. September 1980 in Moskau, RSFSR als Wiktorija Sliwka russisch Сли́вка, englisch Slivka) ist eine ehemalige russische Leichtathletin, die sich auf den Hochsprung spezialisiert hat. Ihr Ehemann Sergei Kljugin war ebenfalls als Hochspringer aktiv.

## Sportliche Laufbahn
Erste internationalen Erfahrungen sammelte Wiktorija Kljugina im Jahr 1998, als sie bei den Juniorenweltmeisterschaften in Annecy mit übersprungenen 1,80 m den fünften Platz belegte. Im Jahr darauf siegte sie mit 1,90 m bei den Junioreneuropameisterschaften in Riga und 2000 belegte sie bei den Halleneuropameisterschaften in Gent mit 1,92 m den sechsten Platz. 2009 gewann sie bei den Halleneuropameisterschaften in Turin mit einer Höhe von 1,96 m die Bronzemedaille hinter der Deutschen Ariane Friedrich und Ruth Beitia aus Spanien. Im September belegte sie dann beim World Athletics Final in Thessaloniki mit 1,90 m den siebten Platz. 2011 verpasste sie bei den Halleneuropameisterschaften in Paris mit 1,89 m den Finaleinzug und beendete daraufhin ihre aktive sportliche Karriere im Alter von 31 Jahren.
2009 wurde Kljugina russische Hallenmeisterin im Hochsprung.